# 霍費爾
霍費爾、賀佛爾，或 霍费尔（Hofer, Hoffer）可以指：

## 人物
Hofer
- 諾伯特·霍費爾（德語：Norbert Gerwald Hofer；1971年3月2日－），奥地利政治家。
- 卢卡斯·霍费尔（德語：Lukas Hofer，1989年9月30日－），意大利男子冬季兩項運動員。

Hoffer
- 埃爾文·霍費爾（德語：Erwin Hoffer ，1987年4月14日－），奧地利足球運動員。
- 艾力·賀佛爾（德語：Eric Hoffer, 1902年7月25日－1983年5月21日），美國作家。

|  | 本页或本分段罗列了姓氏为「霍費爾」的人物。 如果是一个指代特定个人的内链将您引导到本页，請考慮修正該人物的名字以將链接指向正確的條目。 |